# Milan-San Remo 2018
Le Milan-San Remo 2018 est la 109e édition de cette course cycliste masculine sur route. Il a lieu le 17 mars 2018 entre Milan et Sanremo, dans le nord de l'Italie, et fait partie du calendrier UCI World Tour 2018 en catégorie 1.UWT.

## Présentation

### Parcours
Le parcours de 291 km est le même que celui de l'édition précédente. Généralement considéré comme une classique pour sprinteurs, la course commence de la Via della Chiesa Rossa à Milan et se termine sur la Via Roma de San Remo. La dernière partie de la course comprend les ascensions de la Cipressa et du Poggio, qui habituellement sont décisives pour le résultat de la course.
À mi-parcours, les coureurs doivent également franchir la montée de 35 km du Passo del Turchino, même si elle n'est pas considérée comme un point clé dans la course. Après le Turchino, l'itinéraire suit la route Aurelia le long de la côte de Gênes jusqu'à l'arrivée à Sanremo. Avec encore un peu plus de 50 km restant à parcourir, les première ascensions côtières sont le Capo Mele, le Capo Cervo puis le Capo Berta, avant de rencontrer les deux dernières ascensions menant à l'arrivée,.

### Équipes
Milan-San Remo figurant au calendrier du World Tour, toutes les Worlds Teams sont présentes. La liste des sept équipes continentales professionnelles invitées a été communiquée en janvier.
| WorldTeams (18)- AG2R La Mondiale - Astana - Bahrain-Merida - BMC Racing Team - Bora-Hansgrohe - Dimension Data - EF Education First-Drapac p/b Cannondale - Groupama-FDJ - Katusha-Alpecin - Lotto NL-Jumbo - Lotto Soudal - Mitchelton-Scott - Movistar Team - Quick-Step Floors - Sky - Team Sunweb - Trek-Segafredo - UAE Team Emirates Équipes continentales professionnelles (7)- Bardiani CSF - Cofidis, Solutions Crédits - Gazprom-RusVelo - Israel Cycling Academy - Nippo-Vini Fantini-Europa Ovini - Team Novo Nordisk - Wilier Triestina-Selle Italia |
| |

## Classement

### Classement de la course[4]
| \| Classement général \| Classement général \| Classement général \| Classement général \| Classement général \| \| Coureur \| Coureur \| Pays \| Équipe \| Temps \| \| ------------------ \| -------------------- \| ------------------ \| ------------------------------- \| ------------------ \| \| 1er \| Vincenzo Nibali \| Italie \| Bahrain-Merida \| 7 h 18 min 43 s \| \| 2e \| Caleb Ewan \| Australie \| Mitchelton-Scott \| + 0 s \| \| 3e \| Arnaud Démare \| France \| Groupama-FDJ \| + 0 s \| \| 4e \| Alexander Kristoff \| Norvège \| UAE Team Emirates \| + 0 s \| \| 5e \| Jürgen Roelandts \| Belgique \| BMC Racing Team \| + 0 s \| \| 6e \| Peter Sagan \| Slovaquie \| Bora-Hansgrohe \| + 0 s \| \| 7e \| Michael Matthews \| Australie \| Team Sunweb \| + 0 s \| \| 8e \| Magnus Cort Nielsen \| Danemark \| Astana \| + 0 s \| \| 9e \| Sonny Colbrelli \| Italie \| Bahrain-Merida \| + 0 s \| \| 10e \| Jasper Stuyven \| Belgique \| Trek-Segafredo \| + 0 s \| \| 11e \| Michał Kwiatkowski \| Pologne \| Team Sky \| + 0 s \| \| 12e \| Matti Breschel \| Danemark \| EF Education First-Drapac \| + 0 s \| \| 13e \| Christophe Laporte \| France \| Cofidis, Solutions Crédits \| + 0 s \| \| 14e \| Sacha Modolo \| Italie \| EF Education First-Drapac \| + 0 s \| \| 15e \| Marco Canola \| Italie \| Nippo-Vini Fantini-Europa Ovini \| + 0 s \| \| 16e \| Edvald Boasson Hagen \| Norvège \| Dimension Data \| + 0 s \| \| 17e \| Greg Van Avermaet \| Belgique \| BMC Racing Team \| + 0 s \| \| 18e \| Nathan Haas \| Australie \| Katusha-Alpecin \| + 0 s \| \| 19e \| Elia Viviani \| Italie \| Quick-Step Floors \| + 0 s \| \| 20e \| Maximiliano Richeze \| Argentine \| Quick-Step Floors \| + 4 s \| |                      |           |                                 |                 |
| |                      |           |                                 |                 |
| Source : ProCyclingStats |                      |           |                                 |                 |
| Classement général |                      |           |                                 |                 |
| Coureur | Coureur              | Pays      | Équipe                          | Temps           |
| 1er | Vincenzo Nibali      | Italie    | Bahrain-Merida                  | 7 h 18 min 43 s |
| 2e | Caleb Ewan           | Australie | Mitchelton-Scott                | + 0 s           |
| 3e | Arnaud Démare        | France    | Groupama-FDJ                    | + 0 s           |
| 4e | Alexander Kristoff   | Norvège   | UAE Team Emirates               | + 0 s           |
| 5e | Jürgen Roelandts     | Belgique  | BMC Racing Team                 | + 0 s           |
| 6e | Peter Sagan          | Slovaquie | Bora-Hansgrohe                  | + 0 s           |
| 7e | Michael Matthews     | Australie | Team Sunweb                     | + 0 s           |
| 8e | Magnus Cort Nielsen  | Danemark  | Astana                          | + 0 s           |
| 9e | Sonny Colbrelli      | Italie    | Bahrain-Merida                  | + 0 s           |
| 10e | Jasper Stuyven       | Belgique  | Trek-Segafredo                  | + 0 s           |
| 11e | Michał Kwiatkowski   | Pologne   | Team Sky                        | + 0 s           |
| 12e | Matti Breschel       | Danemark  | EF Education First-Drapac       | + 0 s           |
| 13e | Christophe Laporte   | France    | Cofidis, Solutions Crédits      | + 0 s           |
| 14e | Sacha Modolo         | Italie    | EF Education First-Drapac       | + 0 s           |
| 15e | Marco Canola         | Italie    | Nippo-Vini Fantini-Europa Ovini | + 0 s           |
| 16e | Edvald Boasson Hagen | Norvège   | Dimension Data                  | + 0 s           |
| 17e | Greg Van Avermaet    | Belgique  | BMC Racing Team                 | + 0 s           |
| 18e | Nathan Haas          | Australie | Katusha-Alpecin                 | + 0 s           |
| 19e | Elia Viviani         | Italie    | Quick-Step Floors               | + 0 s           |
| 20e | Maximiliano Richeze  | Argentine | Quick-Step Floors               | + 4 s           |

### Classements UCI
Milan-San Remo distribue aux soixante premiers coureurs les points suivants pour le classement individuel de l'UCI World Tour (uniquement pour les coureurs membres d'équipes World Tour) et le Classement mondial UCI (pour tous les coureurs) :
| Position           | 1er | 2e  | 3e  | 4e  | 5e  | 6e  | 7e  | 8e  | 9e  | 10e | 11e | 12e | 13e | 14e | 15e | 16e à 20e | 21e à 30e | 31e à 50e | 51e à 55e | 56e à 60e |
| Classement général | 500 | 400 | 325 | 275 | 225 | 175 | 150 | 125 | 100 | 85  | 70  | 60  | 50  | 40  | 35  | 30        | 20        | 10        | 5         | 3         |

Ci-dessous, le classement individuel de l'UCI World Tour à l'issue de la course. Daryl Impey en conserve la première place, tandis que Vincenzo Nibali, vainqueur à Sanremo, est désormais quatrième. Caleb Ewan et Arnaud Démare, deuxième et troisième de la course, font également leur entrée dans le « top 10 », aux deuxième et troisième places,.
| Rang | Coureur            | Équipe           | Points |
| ---- | ------------------ | ---------------- | ------ |
| 1er  | Daryl Impey        | Mitchelton-Scott | 833.57 |
| 2e   | Michał Kwiatkowski | Sky              | 613.43 |
| 3e   | Tiesj Benoot       | Lotto-Soudal     | 586    |
| 4e   | Vincenzo Nibali    | Bahrain-Merida   | 570    |
| 5e   | Caleb Ewan         | Mitchelton-Scott | 549.57 |
| 6e   | Marc Soler         | Movistar         | 545    |
| 7e   | Alejandro Valverde | Movistar         | 515    |
| 8e   | Gorka Izagirre     | Bahrain-Merida   | 500    |
| 9e   | Simon Yates        | Mitchelton-Scott | 470    |
| 10e  | Arnaud Demare      | Groupama-FDJ     | 465    |

| Rang | Équipe            | Points  |
| ---- | ----------------- | ------- |
| 1er  | Mitchelton-Scott  | 2505.99 |
| 2e   | Bahrain-Merida    | 1973    |
| 3e   | Sky               | 1926.01 |
| 4e   | BMC Racing        | 1897.99 |
| 5e   | Bora-Hansgrohe    | 1726    |
| 6e   | Movistar          | 1601    |
| 7e   | Quick-Step Floors | 1566    |
| 8e   | Astana            | 1186    |
| 9e   | Lotto-Soudal      | 1173    |
| 10e  | UAE Emirates      | 968     |

## Liste des participants
- Liste de départ complète

| Légende | Légende                                                                    | Légende | Légende                                                    |
| ------- | -------------------------------------------------------------------------- | ------- | ---------------------------------------------------------- |
| Num     | Dossard de départ porté par le coureur sur ce Milan-San Remo               | Pos     | Position à l'arrivée de la course                          |
|         | Indique un maillot de champion national ou mondial, suivi de sa spécialité | NP      | Indique un coureur qui n'a pas pris le départ de la course |
| AB      | Indique un coureur qui n'a pas terminé la course                           | HD      | Indique un coureur qui a terminé la course hors des délais |
| DSQ     | Indique un coureur qui a été disqualifié de la course                      |         |                                                            |

| Sky SKY                            | Sky SKY                  | Sky SKY |
| ---------------------------------- | ------------------------ | ------- |
| Num                                | Coureur                  | Pos     |
| 1                                  | Michał Kwiatkowski (POL) | 11e     |
| 2                                  | Gianni Moscon (ITA)      | 29e     |
| 3                                  | Salvatore Puccio (ITA)   | 90e     |
| 4                                  | Luke Rowe (GBR)          | 146e    |
| 5                                  | Ian Stannard (GBR)       | 127e    |
| 6                                  | Dylan van Baarle (NED)   | 99e     |
| 7                                  | Łukasz Wiśniowski (POL)  | AB      |
| Directeur sportif : Matteo Tosatto |                          |         |

| AG2R La Mondiale ALM              | AG2R La Mondiale ALM    | AG2R La Mondiale ALM |
| --------------------------------- | ----------------------- | -------------------- |
| Num                               | Coureur                 | Pos                  |
| 11                                | Tony Gallopin (FRA)     | 26e                  |
| 12                                | Cyril Gautier (FRA)     | 42e                  |
| 13                                | Alexis Gougeard (FRA)   | 79e                  |
| 14                                | Oliver Naesen (BEL)     | 62e                  |
| 15                                | Stijn Vandenbergh (BEL) | 70e                  |
| 16                                | Clément Venturini (FRA) | 67e                  |
| 17                                | Alexis Vuillermoz (FRA) | 41e                  |
| Directeur sportif : Didier Jannel |                         |                      |

| Astana AST                          | Astana AST                | Astana AST |
| ----------------------------------- | ------------------------- | ---------- |
| Num                                 | Coureur                   | Pos        |
| 21                                  | Luis León Sánchez (ESP)   | 28e        |
| 22                                  | Truls Engen Korsæth (NOR) | 139e       |
| 23                                  | Oscar Gatto (ITA)         | 36e        |
| 24                                  | Alexey Lutsenko (KAZ)     | 107e       |
| 25                                  | Magnus Cort Nielsen (DEN) | 8e         |
| 26                                  | Michael Valgren (DEN)     | 97e        |
| 27                                  | Davide Villella (ITA)     | 102e       |
| Directeur sportif : Alexandr Shefer |                           |            |

| Bahrain-Merida TBM                | Bahrain-Merida TBM      | Bahrain-Merida TBM |
| --------------------------------- | ----------------------- | ------------------ |
| Num                               | Coureur                 | Pos                |
| 31                                | Vincenzo Nibali (ITA)   | 1er                |
| 32                                | Sonny Colbrelli (ITA)   | 9e                 |
| 33                                | Heinrich Haussler (AUS) | 33e                |
| 34                                | Kristjan Koren (SLO)    | 124e               |
| 35                                | Matej Mohorič (SLO)     | 25e                |
| 36                                | Franco Pellizotti (ITA) | 85e                |
| 37                                | Luka Pibernik (SLO)     | 86e                |
| Directeur sportif : Alberto Volpi |                         |                    |

| Bardiani CSF BRD                    | Bardiani CSF BRD         | Bardiani CSF BRD |
| ----------------------------------- | ------------------------ | ---------------- |
| Num                                 | Coureur                  | Pos              |
| 41                                  | Simone Andreetta (ITA)   | 128e             |
| 42                                  | Enrico Barbin (ITA)      | 100e             |
| 43                                  | Giovanni Carboni (ITA)   | 98e              |
| 44                                  | Giulio Ciccone (ITA)     | 66e              |
| 45                                  | Mirco Maestri (ITA)      | 108e             |
| 46                                  | Lorenzo Rota (ITA)       | 135e             |
| 47                                  | Alessandro Tonelli (ITA) | 114e             |
| Directeur sportif : Stefano Zanatta |                          |                  |

| BMC Racing BMC                          | BMC Racing BMC          | BMC Racing BMC |
| --------------------------------------- | ----------------------- | -------------- |
| Num                                     | Coureur                 | Pos            |
| 51                                      | Greg Van Avermaet (BEL) | 17e            |
| 52                                      | Alberto Bettiol (ITA)   | 95e            |
| 53                                      | Damiano Caruso (ITA)    | 27e            |
| 54                                      | Jempy Drucker (LUX)     | 56e            |
| 55                                      | Francisco Ventoso (ESP) | 121e           |
| 56                                      | Jürgen Roelandts (BEL)  | 5e             |
| 57                                      | Michael Schär (SUI)     | 92e            |
| Directeur sportif : Maximilian Sciandri |                         |                |

| Bora-Hansgrohe BOH                   | Bora-Hansgrohe BOH        | Bora-Hansgrohe BOH |
| ------------------------------------ | ------------------------- | ------------------ |
| Num                                  | Coureur                   | Pos                |
| 61                                   | Peter Sagan (SVK)         | 6e                 |
| 62                                   | Cesare Benedetti (ITA)    | 89e                |
| 63                                   | Maciej Bodnar (POL)       | 110e               |
| 64                                   | Marcus Burghardt (GER)    | 58e                |
| 65                                   | Daniel Oss (ITA)          | 32e                |
| 66                                   | Juraj Sagan (SVK)         | 157e               |
| 67                                   | Andreas Schillinger (GER) | 132e               |
| Directeur sportif : Enrico Poitschke |                           |                    |

| Cofidis COF                         | Cofidis COF                | Cofidis COF |
| ----------------------------------- | -------------------------- | ----------- |
| Num                                 | Coureur                    | Pos         |
| 71                                  | Christophe Laporte (FRA)   | 13e         |
| 72                                  | Guillaume Bonnafond (FRA)  | 113e        |
| 73                                  | Loïc Chetout (FRA)         | NP          |
| 74                                  | Cyril Lemoine (FRA)        | 148e        |
| 75                                  | Daniel Teklehaimanot (ERI) | 163e        |
| 76                                  | Anthony Turgis (FRA)       | AB          |
| 77                                  | Bert Van Lerberghe (BEL)   | 149e        |
| Directeur sportif : Roberto Damiani |                            |             |

| Groupama-FDJ GFC                     | Groupama-FDJ GFC          | Groupama-FDJ GFC |
| ------------------------------------ | ------------------------- | ---------------- |
| Num                                  | Coureur                   | Pos              |
| 81                                   | Arnaud Démare (FRA)       | 3e               |
| 82                                   | Matthieu Ladagnous (FRA)  | 63e              |
| 83                                   | Davide Cimolai (ITA)      | 51e              |
| 84                                   | Jacopo Guarnieri (ITA)    | 49e              |
| 85                                   | Ignatas Konovalovas (LTU) | 71e              |
| 86                                   | Olivier Le Gac (FRA)      | 138e             |
| 87                                   | Mickaël Delage (FRA)      | 129e             |
| Directeur sportif : Frédéric Guesdon |                           |                  |

| Gazprom-RusVelo GAZ              | Gazprom-RusVelo GAZ     | Gazprom-RusVelo GAZ |
| -------------------------------- | ----------------------- | ------------------- |
| Num                              | Coureur                 | Pos                 |
| 91                               | Sergey Firsanov (RUS)   | 74e                 |
| 92                               | Igor Boev (RUS)         | 60e                 |
| 93                               | Nikolay Cherkasov (RUS) | 147e                |
| 94                               | Evgeny Kobernyak (RUS)  | 164e                |
| 95                               | Stepan Kurianov (RUS)   | 133e                |
| 96                               | Artem Nych (RUS)        | 72e                 |
| 97                               | Aleksandr Vlasov (RUS)  | 101e                |
| Directeur sportif : Paolo Rosola |                         |                     |

| Israel Cycling Academy ICA       | Israel Cycling Academy ICA | Israel Cycling Academy ICA |
| -------------------------------- | -------------------------- | -------------------------- |
| Num                              | Coureur                    | Pos                        |
| 101                              | Kristian Sbaragli (ITA)    | 69e                        |
| 102                              | Guillaume Boivin (CAN)     | 47e                        |
| 103                              | Zakkari Dempster (AUS)     | 59e                        |
| 104                              | August Jensen (NOR)        | 45e                        |
| 105                              | Krists Neilands (LAT)      | 23e                        |
| 106                              | Guy Sagiv (ISR)            | 137e                       |
| 107                              | Dennis van Winden (NED)    | 134e                       |
| Directeur sportif : Lionel Marie |                            |                            |

| Lotto-Soudal LTS                  | Lotto-Soudal LTS       | Lotto-Soudal LTS |
| --------------------------------- | ---------------------- | ---------------- |
| Num                               | Coureur                | Pos              |
| 111                               | André Greipel (GER)    | AB               |
| 112                               | Lars Bak (DEN)         | 130e             |
| 113                               | Jens Debusschere (BEL) | 22e              |
| 114                               | Jasper De Buyst (BEL)  | 109e             |
| 115                               | Jens Keukeleire (BEL)  | 112e             |
| 116                               | Nikolas Maes (BEL)     | 87e              |
| 117                               | Marcel Sieberg (GER)   | 119e             |
| Directeur sportif : Herman Frison |                        |                  |

| Mitchelton-Scott MTS              | Mitchelton-Scott MTS          | Mitchelton-Scott MTS |
| --------------------------------- | ----------------------------- | -------------------- |
| Num                               | Coureur                       | Pos                  |
| 121                               | Matteo Trentin (ITA)          | 37e                  |
| 122                               | Caleb Ewan (AUS)              | 2e                   |
| 123                               | Daryl Impey (RSA)             | 21e                  |
| 124                               | Roger Kluge (GER)             | 106e                 |
| 125                               | Sam Bewley (NZL)              | 104e                 |
| 126                               | Christopher Juul Jensen (DEN) | 30e                  |
| 127                               | Svein Tuft (CAN)              | 152e                 |
| Directeur sportif : Matthew White |                               |                      |

| Movistar MOV                            | Movistar MOV             | Movistar MOV |
| --------------------------------------- | ------------------------ | ------------ |
| Num                                     | Coureur                  | Pos          |
| 131                                     | Daniele Bennati (ITA)    | 91e          |
| 132                                     | Winner Anacona (COL)     | 84e          |
| 133                                     | Carlos Barbero (ESP)     | 57e          |
| 134                                     | Carlos Betancur (COL)    | 77e          |
| 135                                     | Héctor Carretero (ESP)   | 151e         |
| 136                                     | Víctor de la Parte (ESP) | 123e         |
| 137                                     | Dayer Quintana (COL)     | 94e          |
| Directeur sportif : José Luis Jaimerena |                          |              |

| Nippo-Vini Fantini-Europa Ovini NIP | Nippo-Vini Fantini-Europa Ovini NIP | Nippo-Vini Fantini-Europa Ovini NIP |
| ----------------------------------- | ----------------------------------- | ----------------------------------- |
| Num                                 | Coureur                             | Pos                                 |
| 141                                 | Ivan Santaromita (ITA)              | 81e                                 |
| 142                                 | Marco Canola (ITA)                  | 15e                                 |
| 143                                 | Damiano Cima (ITA)                  | 144e                                |
| 144                                 | Sho Hatsuyama (JPN)                 | 150e                                |
| 145                                 | Juan José Lobato (ESP)              | 80e                                 |
| 146                                 | Simone Ponzi (ITA)                  | 96e                                 |
| 147                                 | Marco Tizza (ITA)                   | 82e                                 |
| Directeur sportif : Mario Manzoni   |                                     |                                     |

| Quick-Step Floors QST              | Quick-Step Floors QST     | Quick-Step Floors QST |
| ---------------------------------- | ------------------------- | --------------------- |
| Num                                | Coureur                   | Pos                   |
| 151                                | Elia Viviani (ITA)        | 19e                   |
| 152                                | Julian Alaphilippe (FRA)  | 35e                   |
| 153                                | Tim Declercq (BEL)        | 156e                  |
| 154                                | Philippe Gilbert (BEL)    | 75e                   |
| 155                                | Iljo Keisse (BEL)         | 125e                  |
| 156                                | Maximiliano Richeze (ARG) | 20e                   |
| 157                                | Fabio Sabatini (ITA)      | 76e                   |
| Directeur sportif : Davide Bramati |                           |                       |

| Dimension Data DDD             | Dimension Data DDD         | Dimension Data DDD |
| ------------------------------ | -------------------------- | ------------------ |
| Num                            | Coureur                    | Pos                |
| 161                            | Edvald Boasson Hagen (NOR) | 16e                |
| 162                            | Mark Cavendish (GBR)       | AB                 |
| 163                            | Steve Cummings (GBR)       | 73e                |
| 164                            | Mark Renshaw (AUS)         | AB                 |
| 165                            | Jay Robert Thomson (RSA)   | 141e               |
| 166                            | Scott Thwaites (GBR)       | 40e                |
| 167                            | Julien Vermote (BEL)       | 38e                |
| Directeur sportif : Rolf Aldag |                            |                    |

| EF Education First-Drapac EFD      | EF Education First-Drapac EFD | EF Education First-Drapac EFD |
| ---------------------------------- | ----------------------------- | ----------------------------- |
| Num                                | Coureur                       | Pos                           |
| 171                                | Sacha Modolo (ITA)            | 14e                           |
| 172                                | Matti Breschel (DEN)          | 12e                           |
| 173                                | Simon Clarke (AUS)            | AB                            |
| 174                                | Mitchell Docker (AUS)         | AB                            |
| 175                                | Sebastian Langeveld (NED)     | 78e                           |
| 176                                | Daniel McLay (GBR)            | AB                            |
| 177                                | Taylor Phinney (USA)          | 154e                          |
| Directeur sportif : Fabrizio Guidi |                               |                               |

| Katusha-Alpecin TKA               | Katusha-Alpecin TKA  | Katusha-Alpecin TKA |
| --------------------------------- | -------------------- | ------------------- |
| Num                               | Coureur              | Pos                 |
| 181                               | Maxim Belkov (RUS)   | 153e                |
| 182                               | José Gonçalves (POR) | 53e                 |
| 183                               | Nathan Haas (AUS)    | 18e                 |
| 184                               | Marcel Kittel (GER)  | 155e                |
| 185                               | Nils Politt (GER)    | 61e                 |
| 186                               | Simon Špilak (SLO)   | 34e                 |
| 187                               | Rick Zabel (GER)     | 120e                |
| Directeur sportif : Claudio Cozzi |                      |                     |

| Lotto NL-Jumbo TLJ              | Lotto NL-Jumbo TLJ     | Lotto NL-Jumbo TLJ |
| ------------------------------- | ---------------------- | ------------------ |
| Num                             | Coureur                | Pos                |
| 191                             | Danny van Poppel (NED) | 55e                |
| 192                             | Enrico Battaglin (ITA) | 50e                |
| 193                             | Koen Bouwman (NED)     | 68e                |
| 194                             | Neilson Powless (USA)  | 83e                |
| 195                             | Jos van Emden (NED)    | 24e                |
| 196                             | Gijs Van Hoecke (BEL)  | 88e                |
| 197                             | Maarten Wynants (BEL)  | 126e               |
| Directeur sportif : Addy Engels |                        |                    |

| Novo Nordisk TNN                      | Novo Nordisk TNN      | Novo Nordisk TNN |
| ------------------------------------- | --------------------- | ---------------- |
| Num                                   | Coureur               | Pos              |
| 201                                   | Sam Brand (GBR)       | 136e             |
| 202                                   | Joonas Henttala (FIN) | 116e             |
| 203                                   | David Lozano (ESP)    | 65e              |
| 204                                   | Andrea Peron (ITA)    | 118e             |
| 205                                   | Charles Planet (FRA)  | 131e             |
| 206                                   | Umberto Poli (ITA)    | 142e             |
| 207                                   | Brian Kamstra (NED)   | 158e             |
| Directeur sportif : Massimo Podenzana |                       |                  |

| Sunweb SUN                    | Sunweb SUN             | Sunweb SUN |
| ----------------------------- | ---------------------- | ---------- |
| Num                           | Coureur                | Pos        |
| 211                           | Michael Matthews (AUS) | 7e         |
| 212                           | Nikias Arndt (GER)     | AB         |
| 213                           | Roy Curvers (NED)      | 140e       |
| 214                           | Tom Dumoulin (NED)     | 31e        |
| 215                           | Lennard Kämna (GER)    | 105e       |
| 216                           | Sam Oomen (NED)        | 48e        |
| 217                           | Edward Theuns (BEL)    | 39e        |
| Directeur sportif : Marc Reef |                        |            |

| Trek-Segafredo TFS                | Trek-Segafredo TFS   | Trek-Segafredo TFS |
| --------------------------------- | -------------------- | ------------------ |
| Num                               | Coureur              | Pos                |
| 221                               | Jasper Stuyven (BEL) | 10e                |
| 222                               | Koen de Kort (NED)   | 43e                |
| 223                               | Fabio Felline (ITA)  | 46e                |
| 224                               | Ryan Mullen (IRL)    | 117e               |
| 225                               | Boy van Poppel (NED) | 143e               |
| 226                               | Grégory Rast (SUI)   | 111e               |
| 227                               | Kiel Reijnen (USA)   | 115e               |
| Directeur sportif : Adriano Baffi |                      |                    |

| UAE Emirates UAD                 | UAE Emirates UAD         | UAE Emirates UAD |
| -------------------------------- | ------------------------ | ---------------- |
| Num                              | Coureur                  | Pos              |
| 231                              | Alexander Kristoff (NOR) | 4e               |
| 232                              | Matteo Bono (ITA)        | AB               |
| 233                              | Sven Erik Bystrøm (NOR)  | 54e              |
| 234                              | Simone Consonni (ITA)    | 93e              |
| 235                              | Filippo Ganna (ITA)      | 161e             |
| 236                              | Ben Swift (GBR)          | 44e              |
| 237                              | Diego Ulissi (ITA)       | 103e             |
| Directeur sportif : Mario Scirea |                          |                  |

| Wilier Triestina-Selle Italia WIL | Wilier Triestina-Selle Italia WIL | Wilier Triestina-Selle Italia WIL |
| --------------------------------- | --------------------------------- | --------------------------------- |
| Num                               | Coureur                           | Pos                               |
| 241                               | Jakub Mareczko (ITA)              | 160e                              |
| 242                               | Liam Bertazzo (ITA)               | 162e                              |
| 243                               | Matteo Busato (ITA)               | 159e                              |
| 244                               | Marco Coledan (ITA)               | 122e                              |
| 245                               | Jacopo Mosca (ITA)                | 145e                              |
| 246                               | Filippo Pozzato (ITA)             | 52e                               |
| 247                               | Edoardo Zardini (ITA)             | 64e                               |
| Directeur sportif : Luca Scinto   |                                   |                                   |